# Deutsche Gesellschaft für Schmerzmedizin
Die Deutsche Gesellschaft für Schmerzmedizin e. V. (DGS) ist eine medizinische Fachgesellschaft für Schmerzmedizin mit Sitz in Berlin.

## Geschichte
1984 gründeten Thomas Flöter und Dietrich Jungck das Schmerztherapeutisches Kolloquium e. V. (STK). Die Gründer erhielten 2003 wegen ihrer Verdienste um die Schmerztherapie das Bundesverdienstkreuz.

## Ziele
Die Gesellschaft setzt sich ein für
- die Förderung der Algesiologie als Wissenschaft vom Schmerz,
- die Qualitätssicherung in der Schmerztherapie,
- die Erstellung von Therapiestandards, für die qualitative und quantitative Verbesserung der schmerztherapeutischen Patientenversorgung,
- die Förderung der palliativmedizinischen Versorgung von Menschen in der Lebensendphase,
- die Weiterbildung auf den Gebieten der Schmerzdiagnostik und Schmerztherapie,
- die Anerkennung der Zusatzbezeichnung Algesiologie für entsprechend ausgebildete Ärzte aller Gebiete,
- die Gründung interdisziplinärer schmerztherapeutischer Zentren (Schmerzkonferenz, Schmerzforum; im Jahr 2005 über 100 Standorte in der Bundesrepublik Deutschland) und
- die Modifizierung des Betäubungsmittelgesetzes zur Verordnung von Betäubungsmitteln.

## DGS-PraxisRegister Schmerz in der Kritik
Seit Mitte des Jahres 2016 betreibt die Deutsche Gesellschaft für Schmerzmedizin nach eigenen Angaben in gemeinsamer Kooperation mit der  Deutschen Schmerzliga und der  privatwirtschaftlichen Firma O.Meany MDPM GmbH über einen Vertrag seitens der DGS mbH das Online-"DGS-PraxisRegister Schmerz" bzw. „mein-Schmerz_de“ namens "iDocLive".
Im Jahr 2025 offenbart allerdings ein Datenschutzgutachten deutliche Mängel und Intransparenz dieses  DGS-Schmerzregisters: Das Netzwerk Datenschutzexpertise übt scharfe Kritik am Praxisregister Schmerz, Daten würden intransparent fragwürdigen Auswertungen der Pharmaindustrie dienen. U.a. die dortige Information an die Patienten und Ärzte über die tatsächliche Verwendung der Daten sei intransparent und eine Offenlegung der genauen Praktiken wird von den Verantwortlichen verweigert. Und an wen und unter welchen Umständen die Daten zudem verkauft werden, darüber schweigt demnach die Deutsche Gesellschaft für Schmerzmedizin bislang. 

## Deutscher Schmerzpreis
Einmal jährlich veranstaltet die DGS den „Deutschen Schmerz- und Palliativtag“ in Frankfurt am Main und verleiht seit 1986 ebenfalls jährlich den Deutschen Schmerzpreis. Wissenschaftlicher 		Träger des Preises sind die DGS und die Deutsche Schmerzliga.

## Zeitschriften
Sie gibt seit 1985 die Zeitschrift Schmerzmedizin heraus und vergibt in Zusammenarbeit mit der Deutschen Gesellschaft für Algesiologie (DGfA) die verbandsinterne Qualifikation Algesiologe DGS/DGfA, deren Voraussetzungen weit strenger als diejenigen für die Zusatzbezeichnung Spezielle Schmerztherapie sind und jährlich überprüft werden.